# Bourmont-entre-Meuse-et-Mouzon
Bourmont-entre-Meuse-et-Mouzon ist eine französische Gemeinde mit 751 Einwohnern (Stand: 1. Januar 2022) im Département Haute-Marne in der Region Grand Est. Sie gehört zum Arrondissement Chaumont und zum Kanton Poissons.
Sie entstand als Commune nouvelle mit Wirkung vom 1. Juni 2016 durch die Zusammenlegung der bisherigen Gemeinden Bourmont und Nijon, die in der neuen Gemeinde den Status einer Commune déléguée haben. Der Verwaltungssitz befindet sich im Ort Bourmont.
Mit Wirkung vom 1. Januar 2019 wurde die Commune nouvelle durch den Zugang der früheren Gemeinde Goncourt erweitert, die ebenfalls den Status einer Commune déléguée erhalten hat.

## Gliederung
| Ortsteil                   | ehemaliger INSEE-Code | Fläche (km²) | Einwohnerzahl zum 1. Januar 2022 |
| -------------------------- | --------------------- | ------------ | -------------------------------- |
| Bourmont (Verwaltungssitz) | 52064                 | 16,07        | 387                              |
| Goncourt (seit 2019)       | 52225                 | 18,77        | 218                              |
| Nijon                      | 52351                 | 07,71        | 95                               |

## Geographie
Die Gemeinde liegt rund 35 Kilometer nordöstlich von Chaumont auf einem Höhenrücken zwischen den Flüssen Maas (Meuse) und Mouzon. Die Maas verläuft im westlichen Gemeindegebiet, der Mouzon im Osten, knapp außerhalb der Gemeinde.
Nachbargemeinden sind Illoud und Chalvraines im Norden, Sommerécourt und Vaudrecourt im Nordosten, Soulaucourt-sur-Mouzon im Osten, Graffigny-Chemin im Südosten, Brainville-sur-Meuse im Süden, Bourg-Sainte-Marie im Südwesten sowie Saint-Thiébault im Nordwesten.